# Cittadella di Damasco
La Cittadella di Damasco (in arabo قلعة دمشق‎?, Qalʿat Dimašq) è un grande palazzo fortificato medievale e cittadella a Damasco, in Siria. Fa parte dell'antica città di Damasco, che è stata inserita nell'elenco dei patrimoni dell'umanità dell'UNESCO nel 1979.
La posizione dell'attuale cittadella fu fortificata per la prima volta nel 1076 dal signore della guerra turcomanno Atsiz ibn Uvak, anche se è possibile, ma non provato, che una cittadella sorgesse su questo luogo in epoca ellenistica e romana. Dopo l'assassinio di bin Atsiz Uvak, il progetto venne completato dall'emiro selgiuchide Tutush I. Gli emiri delle successive dinastie Buridi e Zengidi vi apportarono modifiche e vi aggiunsero nuove strutture. Durante questo periodo, la cittadella e la città furono più volte assediate da eserciti crociati e musulmani. Nel 1174, la cittadella fu catturata da Saladino, il sultano ayyubide d'Egitto, che ne fece la sua residenza e ne fece modificare le difese e gli edifici residenziali.
Il fratello di Saladino, Al-Adil, ricostruì completamente la cittadella, tra il 1203 e il 1216, in risposta allo sviluppo del trabucco a contrappeso. Dopo la sua morte, scoppiarono lotte di potere tra gli altri principi ayyubidi e sebbene Damasco passò di mano più volte, la cittadella fu presa con la forza solo una volta, nel 1239. Rimase nelle mani degli ayyubidi fino a quando i mongoli sotto il loro generale Kitbuqa catturarono Damasco nel 1260, ponendo così fine al dominio ayyubide in Siria. Dopo che nella cittadella scoppiò una rivolta senza successo, i mongoli ne fecero smantellare la maggior parte. Dopo la sconfitta dei Mongoli, nel 1260, ad opera dei Mamelucchi, che erano succeduti agli Ayyubidi come governanti dell'Egitto, Damasco passò sotto il dominio dei mamelucchi. Ad eccezione di brevi periodi, nel 1300 e nel 1401, quando i mongoli conquistarono Damasco, i mamelucchi controllarono la cittadella fino al 1516 quando la Siria cadde nelle mani dell'Impero ottomano. Damasco si arrese senza combattere e dal XVII secolo in poi la cittadella funzionò come caserma per i giannizzeri, unità di fanteria ottomana. La cittadella iniziò a cadere in rovina nel XIX secolo e il suo ultimo uso militare fu nel 1925, quando i soldati francesi bombardarono la città vecchia dalla cittadella in risposta alla Grande rivoluzione siriana contro il Mandato francese della Siria e del Libano. La cittadella ha continuato a fungere da caserma e prigione fino al 1986, quando iniziarono scavi e restauri. A partire dal 2011, gli sforzi di scavo e restauro sono ancora in corso anche se condizionati dalla guerra civile in corso.
La cittadella si trova nell'angolo nord-ovest delle mura della città, tra il Bab al-Faradis e il Bab al-Jabiyah. È costituita da una cortina più o meno rettangolare che racchiude un'area di 230 x 150 metri. Le mura erano originariamente protette da 14 massicce torri, ma oggi ne rimangono solo 12. La cittadella ha porte sui fianchi settentrionale, occidentale e orientale. L'attuale cittadella risale principalmente al periodo ayyubide anche se incorpora parti della più antica fortezza selgiuchide. Riparazioni estese in risposta agli assedi e ai terremoti furono effettuate nei periodi mamelucco e ottomano.

## Prima della cittadella
Non è certo se un edificio sorgesse sul sito della cittadella prima dell'XI secolo. La Ghouta, l'area più ampia in cui si trova Damasco, è stata occupata almeno dal 9000 a.C., ma non ci sono prove di insediamenti all'interno dell'area oggi racchiusa dalle mura della città prima del I millennio a.C.. L'area occupata dalla successiva cittadella era molto probabilmente al di fuori di questo primo insediamento. La presenza di una cittadella durante il periodo ellenistico è incerta. Damasco aveva certamente una cittadella durante il periodo romano, ma se si trovasse sul sito dell'attuale cittadella è incerto e soggetto a dibattito accademico.

## Vecchia cittadella

### Costruzione della vecchia cittadella
Nel 1076, Damasco fu conquistata dal signore della guerra turcomanno Atsiz ibn Uvak, che si proclamò sovrano della città e iniziò la costruzione della cittadella. Cercò poi di invadere il califfato fatimide in Egitto, ma fu sconfitto nel 1077. I Fatimidi successivamente, forti della loro vittoria su Atsiz, assediarono Damasco nel 1077 e di nuovo nel 1078, ma entrambi i tentativi di prendere la città non ebbero successo. L'assedio del 1078 fu infine interrotto da Tutush I, fratello del sultano selgiuchide Malik Shah I, al quale Atsiz aveva chiesto aiuto. Dopo che gli assedianti fatimiti se ne furono andati, Tutush I prese il controllo della città e, diffidando di Atsiz, lo fece assassinare nel 1078. La costruzione della cittadella fu terminata sotto Tutush I.

### Dai selgiuchidi agli zengidi
Dopo la morte di Tutush I, nel 1095, la Siria fu divisa tra i suoi figli Abu Nasr Shams al-Muluk Duqaq e Fakhr al-Mulk Radwan. Duqaq prese il controllo di Damasco mentre Radwan si affermò come sovrano di Aleppo. Durante il regno di Duqaq (1095–1104) furono eseguiti ulteriori lavori nella cittadella. Nel 1096, Radwan assediò la cittadella ma non riuscì a catturarla.
Durante il regno della dinastia dei Buridi (1104–1154), furono eseguiti lavori nella cittadella in risposta a molteplici attacchi a Damasco da parte di eserciti crociati e musulmani. Nel 1126, un esercito crociato si avvicinò a Damasco, ma la sua avanzata fu fermata a 30 km dalla città. Un secondo tentativo da parte dei crociati, nel 1129, giunse a meno di 10 km della città prima di doversi ritirare. Le incursioni dei crociati spinsero alla realizzazione di alcuni miglioramenti al castello, nel 1130, da parte dei sovrani Buridi Taj al-Muluk Buri e Shams al-Mulk Isma'il.
Zangi, l'atabeg di Aleppo e Mosul, attaccò Damasco nel 1135 e di nuovo nel 1140. Il secondo attacco di Zengi fu sventato perché Damasco realizzò una coalizione con gli stati crociati a sud, sostenendo che se Damasco fosse stata conquistata, anche questi stati sarebbero caduti. Gli eserciti crociati attaccarono Damasco una terza volta nel 1148 durante la seconda crociata. Questo assedio di Damasco terminò nel giro di una settimana quando un esercito guidato da Nur ad-Din Zangi, sovrano di Aleppo e figlio di Zangi, minacciò gli assedianti crociati, costringendoli a ritirarsi. Dopo gli attacchi falliti, nel 1150 e nel 1151, Nur ad-Din catturò infine Damasco nel 1154. La cittadella si arrese a Nur al-Din solo dopo che Mujir al-Din Abaq, l'ultimo sovrano Burida, aveva ottenuto un passaggio sicuro e la signoria sulla città di Homs.
Nur ad-Din regnò come emiro zengide di Damasco dal 1154 fino alla sua morte nel 1174. Prese residenza nella cittadella e ricostruì o ristrutturò le sue strutture residenziali. Dopo che un terremoto colpì Damasco nel 1170, Nur ad-Din costruì una casa di legno per dormire e pregare accanto all'originale residenza in pietra della cittadella. Inoltre, costruì una moschea e una fontana nella cittadella. Tra il 1165 e il 1174, Nur ad-Din rinforzò Damasco con un muro concentrico, ed è possibile che rafforzò anche le difese della cittadella. Nur ad-Din morì di malattia nella cittadella il 15 maggio 1174 e vi fu sepolto; il suo corpo fu poi trasferito alla Madrasa di Nur ad-Din a Damasco.

### Da Saladino ad Al-Adil

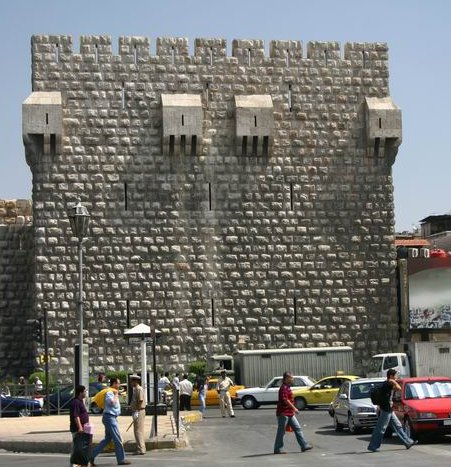
Uno dei bastioni della Cittadella di Damasco protetto da molteplici bertesche

Subito dopo la morte di Nur ad-Din, nel 1174, Damasco fu conquistata da Saladino, il sultano ayyubide d'Egitto. In quell'anno, Saladino puntò dall'Egitto, oltre gli stati crociati, verso Damasco con solo 700 cavalieri. La città aprì le sue porte a Saladino senza opporre resistenza, fatta eccezione per la cittadella, che gli si arrese nello stesso anno. Saladino aggiunse una torre alla cittadella e ristrutturò gli edifici residenziali. Come il suo predecessore Nur ad-Din, morì di malattia nella cittadella il 4 marzo 1193. Inizialmente fu sepolto all'interno della cittadella, ma in seguito fu seppellito nuovamente in un suo mausoleo vicino alla Grande Moschea degli Omayyadi a Damasco.
Alla morte di Saladino, nel 1193, fazioni rivali ayyubide, guidate dai suoi figli, si stabilirono in Egitto, ad Aleppo, a Damasco e in Iraq. Al-Afdal, il figlio maggiore di Saladino ed emiro di Damasco, fu inizialmente riconosciuto dai fratelli come il loro signore supremo. Tuttavia, nel 1194 scoppiarono le ostilità tra Al-Afdal e Al-'Aziz Uthman, secondogenito di Saladino e sultano ayyubide d'Egitto. Nel 1196, Al-Aziz e il fratello di Saladino, Al-Adil catturarono Damasco, ad eccezione della cittadella, dove Al-Afdal si era rifugiato. Dopo i negoziati, Al-Afdal cedette la cittadella e i suoi titoli ad Al-Aziz e fu esiliato a Salkhad nell'Hawran. Al-Adil riconobbe la signoria di Al-Aziz e divenne sovrano di Damasco. Alla morte di Al-Aziz, nel 1198, diversi membri della famiglia di Saladino, tra cui Al-Afdal e Al-Zahir Ghazi, sovrano di Aleppo, si allearono contro Al-Adil e marciarono su Damasco. Al-Afdal e Az-Zahir assediarono Damasco nel 1200 e nel 1201, ma entrambi i tentativi non ebbero successo. Al-Adil alla fine negoziò una pace con Al-Afdal e Az-Zahir, che riconobbero la sovranità di Al-Adil come sultano d'Egitto ed emiro di Damasco.

## Nuova cittadella

### Costruzione di Al-Adil e smantellamento dei Mongoli
Dopo che la sua posizione di sultano d'Egitto ed emiro di Damasco fu assicurata, Al-Adil iniziò un vasto programma di ricostruzione della cittadella. Tra il 1203 e il 1216, le vecchie fortificazioni furono rase al suolo e nello stesso luogo fu costruito un castello più grande, che incorporava parti dell'antica cittadella selgiuchide. Ciascuno dei principi ayyubidi inferiori doveva finanziare e costruire una delle grandi torri della cittadella. Molti dei successori ayyubidi di Al-Adil ricostruirono molte delle strutture amministrative e domestiche all'interno della cittadella, comprese residenze, palazzi e una piscina. Al-Salih Ayyub fu l'unico successore che modificò anche le difese.
Le possibili motivazioni per questa completa ricostruzione da parte di Al-Adil includono i danni che la vecchia cittadella potrebbe aver subito dai terremoti del 1200 e 1201 e la minaccia che altri principi ayyubidi continuavano a porre ad Al-Adil. La motivazione più probabile fu che le difese dell'antica cittadella erano diventate obsolete a causa dell'introduzione, nel XII secolo, del trabucco a contrappeso, una macchina d'assedio facilmente in grado di ridurre in macerie spesse mura di pietra. La nuova cittadella introdusse una serie di importanti modifiche al sistema difensivo, tra cui mura più alte e più spesse, un ampio fossato che circondava la cittadella e numerose torri ravvicinate, alte e massicce. A differenza delle torri più antiche, queste erano quadrate piuttosto che rotonde. Le torri contenevano piattaforme su cui potevano essere posizionati trabucchi. A causa della loro posizione elevata, questi trabucchi potevano superare l'artiglieria nemica e quindi impedire loro di sfondare le mura.
Dopo la morte di Al-Adil, nel 1218, scoppiarono intense lotte di potere tra i suoi figli e altri principi ayyubidi. Tra il 1229 e il 1246, Damasco passò di mano regolarmente e fu attaccata cinque volte da diversi eserciti ayyubidi. Durante questo periodo, la cittadella fu presa solo una volta con la forza, attraverso una breccia in una delle sue mura, nel 1239. Ciò avvenne quando la guarnigione della cittadella era stata ridotta al di sotto del numero necessario per difendere un castello di quelle dimensioni. In seguito all'omicidio, nel 1250, di Al-Muazzam Turanshah, l'ultimo sultano ayyubide d'Egitto, Damasco fu conquistata dal sovrano ayyubide di Aleppo, An-Nasir Yusuf, il quale ebbe il controllo della maggior parte della Siria fino all'arrivo dei mongoli.
Quando i mongoli invasero la Siria e minacciarono Damasco dopo aver conquistato Aleppo, nel 1260, An-Nasir fuggì da Damasco, lasciando la città praticamente indifesa. I notabili di Damasco avviarono trattative con il sovrano mongolo Hulagu Khan e la città fu consegnata al suo generale Kitbuqa nel 1260. Quando l'esercito mongolo lasciò Damasco per sedare le ribellioni nelle campagne, la guarnigione ayyubide della cittadella si ribellò, come gli era stato ordinato di fare da An-Nasir. In risposta, i mongoli assediarono la cittadella nel 1260. La guarnigione si arrese dopo pesanti bombardamenti e senza speranza di essere salvata da An-Nasir. Le difese della cittadella furono quindi in gran parte smantellate.

### Periodo mamelucco

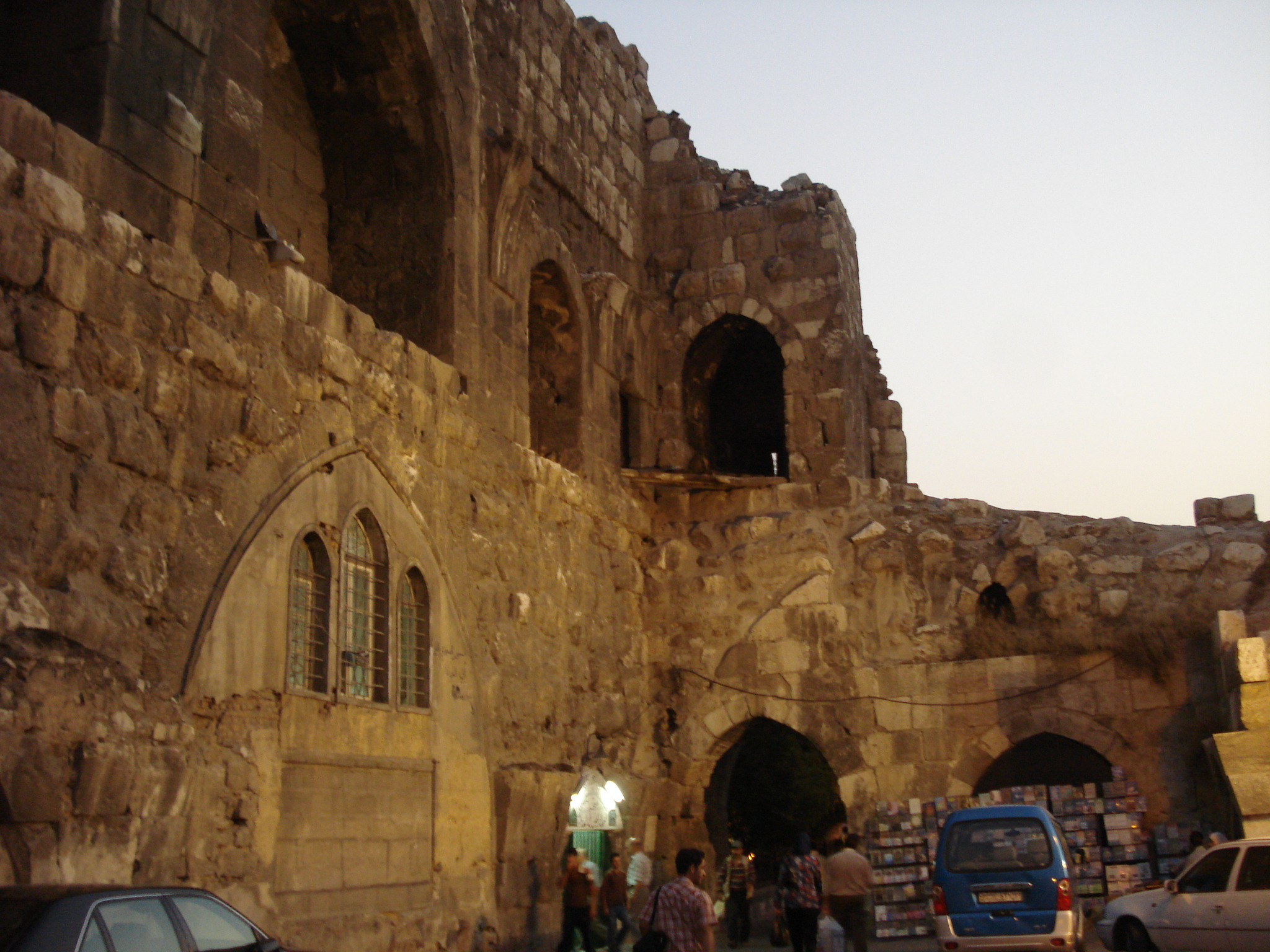
Strada lungo il muro settentrionale della cittadella, la porta sullo sfondo era una volta parte della porta settentrionale.

Il nuovo sultano mamelucco d'Egitto, Sayf al-Din Qutuz, sconfisse i mongoli nella battaglia di Ayn Jalut nel 1260 e Damasco passò sotto l'influenza mamelucca. Nello stesso anno, Qutuz fu assassinato dal suo comandante Baybars, che succedette a Qutuz come sultano d'Egitto (1260-1277). Durante il regno di Baybars, la cittadella fu ricostruita e il muro settentrionale fu spostato di 10 metri a nord. Ulteriori ricostruzioni furono completate durante i regni dei sultani Qalawun (1279-1290) e Al-Ashraf Khalil. Quest'ultimo aveva fatto realizzare una struttura chiamata "Cupola Blu" costruita nella cittadella. Fu la prima cupola in Siria ad essere decorata con piastrelle colorate sulla superficie esterna, una tradizione importata dall'Iran. Dopo la sconfitta dei mamelucchi nella battaglia di Wadi al-Khazandar, Damasco, ad eccezione della cittadella, passò ai Mongoli nel 1300. Questi assediarono la cittadella e installarono un trabucco nella corte della moschea degli Omayyadi, ma si ritirarono da Damasco prima che la cittadella potesse essere presa. Nei decenni successivi, nella cittadella ebbe luogo un vasto lavoro di ricostruzione. I danni arrecati durante l'assedio, principalmente sul lato est, furono riparati. La moschea fu ricostruita e ampliata, le torri furono riparate e la Cupola Blu fu ricoperta di lastre di piombo poiché le tegole erano state distrutte.
Durante gli ultimi due decenni del XIV secolo, nel sultanato mamelucco infuriò una guerra civile tra il sultano Barquq, che aveva stabilito la dinastia Burji al Cairo, da una parte e dall'altra Saif al-Din Yalbugha, governatore di Aleppo, e Mintash, governatore di Malatya. La città e la cittadella furono più volte assediate durante questo periodo. Durante questi assedi, entrambe le parti fecero uso di torri d'assedio, trabucchi e cannoni. Dopo che Yalbugha cambiò schieramento e si alleò con Barquq, Mintash fu ucciso nel 1393, lasciando Damasco e la sua città sotto il controllo di Barquq. Sempre durante questo periodo, nella Cittadella fu scoperta la rivolta di Zahiri, una cospirazione per rovesciare Barquq.

### Assedio di Tamerlano e le sue conseguenze
Nel 1400, l'esercito mongolo sotto Tamerlano, emiro dell'Impero timuride, invase la Siria e arrivò a Damasco dopo aver sottomesso Aleppo, Hama e Baalbek. Un esercito mamelucco dall'Egitto, sotto il sultano Faraj ibn Barquq figlio di Barquq, non riuscì a togliere l'assedio. Nel 1401, la città si arrese a Tamerlano, ad eccezione della cittadella, che venne assediata. Vennero erette torri con trabucchi intorno alla cittadella e nella Moschea degli Omayyadi. La guarnigione si arrese dopo che la torre nordoccidentale fu abbattuta a causa della distruzione di un muro con polvere da sparo. I difensori furono massacrati e ai cittadini di Damasco fu imposto un pesante tributo. Quando non riuscirono a pagare quanto preteso, la città fu saccheggiata e la moschea degli Omayyadi incendiata.
I danni alla cittadella, in particolare alle sue mura settentrionali e occidentali, furono riparati solo nel 1407. Nel 1414, il governatore di Damasco, Nawruz al-Hafizi, cercò rifugio nella cittadella contro l'esercito del sultano Al-Mu'ayyad Shaykh. La cittadella fu bombardata da trabucchi e cannoni e l'assedio terminò quando fu firmato un trattato di resa. Nel 1461, la torre sud-ovest crollò a causa di un incendio quando furono sparati dei colpi di cannone per costringere il governatore ribelle di Damasco a lasciare la città. Questa torre e altre quattro furono ricostruite tra la fine del XV e l'inizio del XVI secolo, evidenziando che le riparazioni del 1407 erano state eseguite in fretta.

### Periodo ottomano

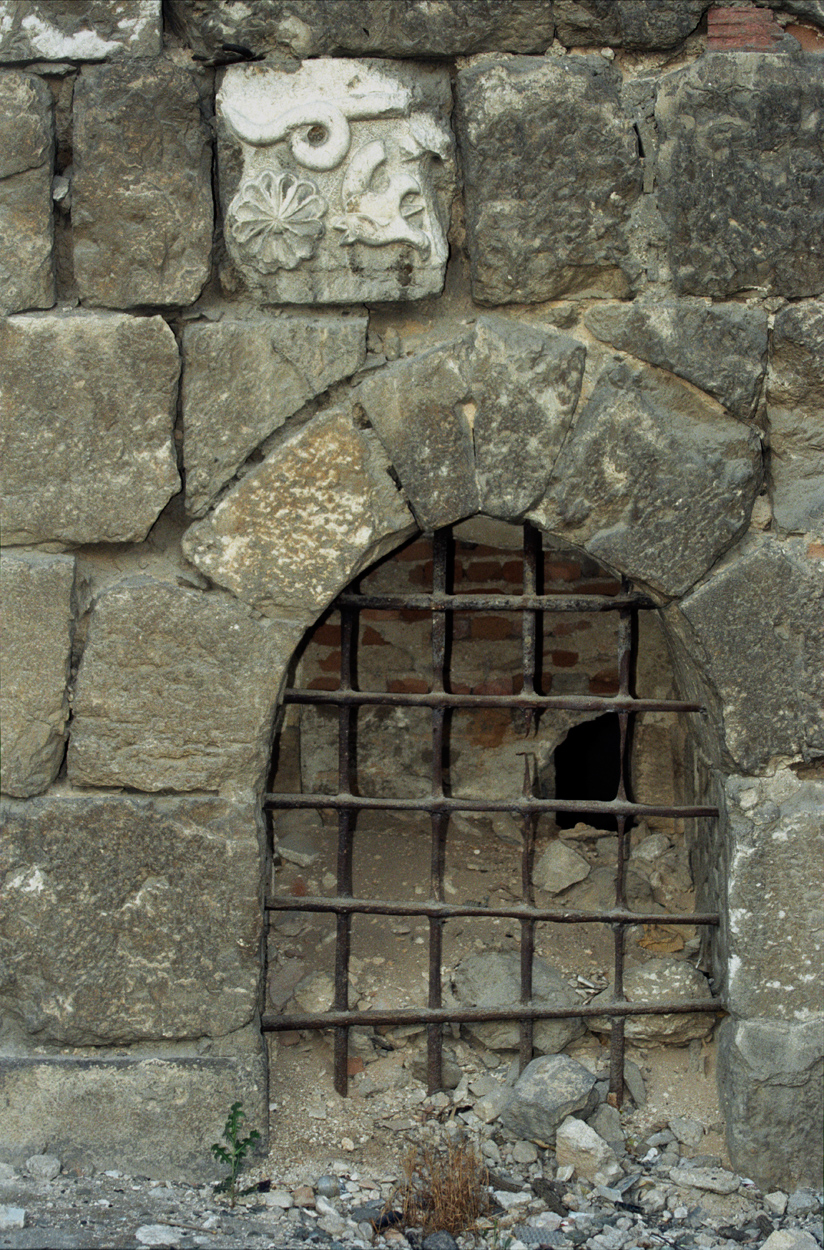
Particolare di un muro che mostra un piccolo cancello e pietra riutilizzata

Dopo la sconfitta mamelucca da parte dell'esercito ottomano sotto il sultano Selim I nella battaglia di Marj Dabiq, nel 1516, Damasco e la cittadella si arresero pacificamente agli ottomani. Damasco fu data a Janbirdi al-Ghazali, un mamelucco che si era sottomesso a Selim I. Quando Selim I morì, nel 1520, al-Ghazali si ribellò e prese la cittadella. Marciò su Aleppo per espandere il suo regno, ma dovette ritirarsi e alla fine fu sconfitto e ucciso nelle vicinanze di Damasco nel 1521. Damasco passò di nuovo agli ottomani. Dal 1658 in poi, la cittadella fu controllata dai giannizzeri, unità di fanteria ottomana. Nel 1738 e nel 1746 furono coinvolti in conflitti con i governatori di Damasco e i giannizzeri persero temporaneamente il controllo della cittadella nel 1746. La porta nord della cittadella crollò nel 1752 e subì gravi danni a causa di un grave terremoto nel 1759. Secondo resoconti contemporanei, crollarono sia le mura occidentali che meridionali, ma il danno fu riparato rapidamente nel 1761.
Quando Ali Bey d'Egitto, che si oppose alla signoria ottomana, invase la Siria nel 1771, la città di Damasco si arrese a lui senza combattere, ad eccezione della cittadella. Ali Bey si ritirò dopo un breve assedio. Altri due assedi ebbero luogo nel 1787 e nel 1812, entrambi riusciti ed entrambi iniziati perché la guarnigione della cittadella si era ribellata contro il governatore di Damasco. L'ultimo assedio della cittadella ebbe luogo nel 1831. In quell'anno i cittadini di Damasco e la guarnigione locale dei giannizzeri si ribellarono contro il governatore Mehmed Selim Pasha, che si rifugiò nella cittadella. Gli fu promesso un lasciapassare dopo un assedio durato 40 giorni, ma fu assassinato prima che potesse lasciare la città. Nel 1860, i rifugiati cristiani del conflitto drusi-maroniti in Libano si riversarono a Damasco, provocando tensioni con la popolazione musulmana. Ci fu un massacro della popolazione cristiana, e molti di loro cercarono rifugio nella cittadella e alla fine fuggirono dalla città con l'aiuto del notabile algerino-damasceno Abd al-Qadir al-Jaza'iri. Descrizioni e fotografie della cittadella da parte di viaggiatori europei del XIX secolo indicano che le difese erano rimaste in condizioni relativamente buone fino al 1895, ma che le strutture all'interno delle mura erano ridotte a rovine complete. Nel 1895 la cittadella subì ingenti danni perché venne estratta la pietra per la costruzione delle caserme.

### La prima guerra mondiale e il periodo del mandato francese
Quando le forze britanniche e arabe marciarono su Damasco nell'ultimo anno della campagna del Sinai e della Palestina nella prima guerra mondiale, le autorità ottomane fuggirono e lasciarono Damasco sotto il controllo di un comitato di cittadini. Il nuovo governatore militare ottomano liberò 4.000 prigionieri dalla cittadella, che in seguito iniziarono a saccheggiare e uccidere soldati ottomani malati e disabili che erano stati lasciati in città. Questi disordini si fermarono solo con l'ingresso in città delle truppe Australian Light Horse il 1º ottobre 1918.
Le forze militari francesi occuparono la cittadella durante il Mandato francese della Siria e del Libano (1920-1946). Durante la Grande rivoluzione siriana, nel 1925, i francesi bombardarono Al-Hariqa, l'area immediatamente a sud della cittadella, dove avrebbero dovuto essere presenti i ribelli siriani, dalle posizioni sulle colline a nord della città e dalla cittadella stessa. Questo bombardamento provocò una distruzione diffusa e dopo il periodo del mandato francese, la cittadella continuò a servire come prigione e caserma fino al 1986.

### Restauro e ricerca
L'antica città di Damasco, inclusa la cittadella, è stata inserita nell'elenco dei patrimoni dell'umanità dell'UNESCO nel 1979. Dal 1986 sono stati eseguiti lavori di restauro da parte di diverse missioni siriane e straniere con l'obiettivo di aprire la cittadella al pubblico. Fino al 1999, i restauri sono stati effettuati dalla Direzione Generale delle Antichità e dei Musei siriani (DGAM). Nel 1999 è stata avviata una missione congiunta franco-siriana sotto la supervisione della DGAM e dell'Institut français du Proche-Orient (IFPO). Tra il 2000 e il 2006, questa missione ha svolto un'ampia ricerca archeologica e storico-artistica nella cittadella, nonché ulteriori lavori di restauro. Per celebrare questi restauri, il 1º luglio 2006 si è tenuta una cerimonia alla quale ha partecipato il presidente siriano Bashar al-Assad.
Nel 2004 è stato firmato un accordo tra la DGAM e la Direzione Generale Italiana per la Cooperazione allo Sviluppo per una missione congiunta di rinnovamento e riorganizzazione della cittadella e del Museo nazionale di Damasco. Questa missione ha iniziato a lavorare nella cittadella nel 2007. Molta attenzione è stata data al rinforzo delle parti danneggiate o strutturalmente deboli dell'architettura. La missione italo-siriana ha previsto che, una volta terminati i lavori di ristrutturazione, la cittadella venga utilizzata per eventi e attività culturali e sociali.

## Cittadella oggi

### Posizione e struttura
La cittadella si trova nell'angolo nord-ovest dell'antica città murata di Damasco, tra il Bab al-Faradis e il Bab al-Jabiyah. Mentre la maggior parte dei castelli arabi medievali si trova su colline prominenti, la cittadella di Damasco fu costruita su un terreno pianeggiante allo stesso livello del resto della città, una caratteristica che condivide con il Teatro romano di Bosra. La posizione della cittadella assicurava che potesse controllare il fiume Barada, che scorre a nord della cittadella. La posizione del fiume offriva anche protezione contro gli attacchi da quel lato. Il Nahr Aqrabani, un canale che si diramava dal Barada, scorreva immediatamente sotto il muro settentrionale e forniva una protezione aggiuntiva. I fossati asciutti sugli altri lati della cittadella avrebbero potuto essere riempiti da questi flussi. Un altro ramo del Barada, il Nahr Banya, entrava in città sotto la cittadella. Le strutture idrauliche sottostanti che rendevano possibile il controllo del flusso d'acqua a Damasco, dall'interno della cittadella, furono probabilmente costruite sotto Al-Adil. La cittadella era completamente integrata nelle difese di Damasco, con le mura della città che confinavano con la cittadella sui suoi angoli sud-ovest e nord-est.
La cittadella eretta sotto i Selgiuchidi occupava un'area di 210 x 130 metri. Parti delle mura selgiuchidi furono integrate nella ricostruzione intrapresa da Al-Adil. In questo modo fu fornito un secondo anello di difesa interno, poiché le mura di Al-Adil racchiudevano un'area leggermente più ampia. La cittadella ayyubide racchiudeva un'area rettangolare irregolare di 230 x 150 metri. Le mura esterne, costruite da Al-Adil, erano aperte da tre porte e originariamente protette da 14 torri, anche se ne rimangono solo 12. Ad eccezione della parte occidentale della cortina muraria, le opere difensive della cittadella ancora in piedi sono principalmente di epoca ayyubide, con ampi restauri mamelucchi. Le mura sono in parte oscurate alla vista dal tessuto urbano di Damasco, che ha invaso la cittadella durante il XIX e il XX secolo. I negozi lungo il lato nord dell'Al-Hamidiyah souq sono costruiti contro la facciata meridionale della cittadella, mentre anche parti delle difese orientali sono oscurate da edifici. Gli edifici addossati alle mura occidentali e settentrionali sono stati sgomberati negli anni 1980.
Le mura e le torri della cittadella sono costruite con rocce carbonatiche e basalto estratti nelle vicinanze di Damasco.

### Torri
Oggi la cittadella ha 12 torri. C'è una torre su ogni angolo, tre nel mezzo lungo le pareti nord e sud e due rivolte a est. In origine, aveva altre due torri sul muro occidentale, come riportato dai viaggiatori europei fino al 1759. Il terremoto che colpì Damasco in quell'anno portò al crollo delle difese occidentali della cittadella, con le torri occidentali non ricostruite in seguito. Anche la torre centrale settentrionale, che un tempo ospitava la porta nord della cittadella, e la torre d'angolo sud-ovest sono in gran parte scomparse. Della prima rimane solo il muro ovest mentre della torre sud-ovest sono visibili solo parti del basamento. Le altre 10 torri sono state conservate fino alla loro altezza originaria, che varia tra i 15 e i 25 metri. Le torri angolari settentrionali sono quadrate mentre quelle meridionali sono a forma di L. Tutte le altre torri sono rettangolari con i lati larghi paralleli alle mura della cittadella. Tutte le torri sono coronate da un doppio parapetto munito di caditoie e numerose feritoie. Questi parapetti circondavano e quindi proteggevano le grandi piattaforme da cui venivano azionati i trabucchi.

### Cortine murarie
Le cortine murarie della cittadella collegano tra loro le torri. Dato che durante la progettazione della cittadella venne posta molta enfasi sulle massicce torri, le cortine murarie sono relativamente brevi. Vanno tra i 10 metri di lunghezza per la cortina che collega le due torri centrali della parete est ai 43 metri per la cortina che collega la torre d'angolo nord-ovest con la torre successiva ad est. Laddove le mura si sono conservate fino alla loro altezza originaria, ovvero sul lato sud della cittadella, misurano 11,5 metri in altezza, mentre il loro spessore varia tra 3,65 e 4,90 metri. Lungo l'interno delle cortine murarie correvano gallerie a volta che consentivano un rapido accesso a tutte le parti della cittadella. Queste gallerie avevano feritoie da cui si poteva sparare a un nemico in avvicinamento. Le mura erano coronate da un camminamento protetto da merlature.

### Porte
Le tre porte della cittadella si trovavano sui lati nord, est e ovest. Le primi due vennero costruite da Al-Adil, anche se la porta settentrionale venne riparata in epoca mamelucca, mentre l'attuale porta occidentale è di epoca successiva. La porta settentrionale era principalmente riservata agli usi militari mentre quella orientale era adibita ad uso civile. Durante il periodo mamelucco, la porta orientale era uno dei due luoghi, l'altro era la Moschea degli Omayyadi, dove venivano affissi i decreti ufficiali, e questo si riflette in una serie di iscrizioni che sono state trovate.
La porta settentrionale, o Bab al-Hadid ("Porta di ferro"), fu costruita con un'enfasi primaria sulle questioni militari. Originariamente era costituita da ingressi ad arco nelle pareti est e ovest di una torre al centro della cortina settentrionale. Questi ingressi conducevano ad un vano centrale a volta e da lì attraverso un lungo passaggio voltato prima di raggiungere il cortile. Questo grande complesso di porte incorporava anche le strutture delle porte dell'antica cittadella selgiuchide. Sulla base di testimonianze stilistiche e iscrizioni rinvenute nella cittadella, la costruzione originaria della porta ayyubide può essere datata al periodo compreso tra il 1210 e il 1212. La maggior parte della torre della porta esterna è scomparsa e una strada ora attraversa l'arco occidentale che sopravvive ancora, mentre il passaggio a volta che conduceva alla cittadella è ora utilizzato come moschea. I complessi delle porte est e nord erano collegati attraverso un lungo passaggio a volta di 68 metri che può essere datato anche al regno di Al-Adil.
La porta orientale, costruita tra il 1213 e il 1215, è l'unica che si apre verso l'area racchiusa dalle mura della città di Damasco. Si trova in una delle torri quadrate della cittadella e protetta da un'altra torre immediatamente a sud della torre della porta e da un barbacane che corre tra queste torri. Si tratta di una porta ad asse inclinato che attraversa passaggi voltati prima di raggiungere il cortile. Dietro c'è un'aula quadrata in cui quattro colonne sostengono una cupola centrale di forma insolita. Incorpora una torre d'ingresso dell'antica cittadella selgiuchide. La porta è priva di strutture difensive come le buche assassine ed è più decorata della porta settentrionale, cosa che deve essere collegata al fatto che la porta è rivolta verso la città. È decorata con un superbo baldacchino di muqarnas che ora è nascosto perché la porta esterna è bloccata.
La porta occidentale era originariamente protetta da due torri quadrate costruite probabilmente durante il regno di Baybars. Dopo il terremoto del 1759, che provocò il crollo delle difese occidentali della cittadella, queste torri non furono ricostruite. A differenza delle altre due porte, questa porta ha un passaggio rettilineo.

### Edificio sud-ovest
Nell'angolo sud-ovest del cortile, costruito parallelamente al muro meridionale, si trova un edificio a due piani di 90 x 10 metri e alto 16 metri. La data di costruzione di questo edificio è stata a lungo poco chiara, ma sulla base delle analisi archeologiche e architettoniche effettuate tra il 2002 e il 2006, è stato dimostrato che è anteriore alla fortificazione della cittadella da parte di Al-Adil e doveva essere un'aggiunta alle difese del cittadella selgiuchide. La funzione di questo edificio dopo essere stato inglobato nelle nuove mura di Al-Adil, e quindi dopo aver perso la sua funzione difensiva, rimane poco chiara in quanto l'analisi archeologica non ha rivelato alcun materiale in situ da cui ricostruire l'uso dell'edificio.